# NGC 2330
NGC 2330 је елиптична галаксија у сазвежђу Рис која се налази на NGC листи објеката дубоког неба.
Деклинација објекта је + 50° 9' 11" а ректасцензија 7h 9m 28,3s. Привидна величина (магнитуда) објекта NGC 2330 износи 14,8 а фотографска магнитуда 15,8. NGC 2330 је још познат и под ознакама IC 457, MCG 8-13-78, CGCG 234-74, NPM1G +50.0075, PGC 20272.